# Антоњин Запотоцки
Антоњин Запотоцки (Antonín Zápotocký; 19. децембар 1884 — 13. новембар 1957) био је комуниста, премијер од 1948. до 1953. и председник Чехословачке од 1953. године до 1957. године.

## Биографија
Рођен је 1884. године у Заколанима, Чешка. Његов отац био је Болеслав Запотоцки, један од оснивача Чешке социјалдемократске партије. Антоњин је био делегат левог крила ЧСДП на Другом конгресу Коминтерне у Петрограду 1920. године. заједно са Богумиром Шмералом, био је оснивач Комунистичке партије Чехословачке 1921. и њен секретар од 1922. године до 1925. године.
Године 1940, завршио је у концентрационом логору Захсенхаузен, где је био робијаш-функционер. Пуштен је из логора 1945. године.
Био је председник Уставотворне скупштине Чехословачке од 18. јуна до 28. јула 1946. године. Дана 15. јуна 1948. године, постао је премијер Чехословачке, заменивши Клемента Готвалда, који је постао председник. По повратку са Стаљинове сахране, Готвалд се разболео од запаљења плућа и умро, након чега га је на месту председника заменио Запотоцки.
Запотоцки је током свог мандата проводио политику толеранције, али је губио утицај пред све већим ангажовањем стаљиниста Антоњина Новотног. Умро је у Прагу 1957. године, за време трајања председничког мандата.